# Granja Castelló
Granja Castelló, també coneguda com a Llet el Castillo, és una empresa del sector dels productes lactis. Situada a la província de Lleida. Al llarg de la seva història, ha experimentat un notable creixement i s'ha consolidat com un actor important dins del secor de l'indústria làctia.

## Orígens i fundació (1932 - 1934)
Granja Castelló va tenir els seus inicis en 1932 quan Joan Castelló i Llunés amb el seu fill Rosendo Castelló Girbal agricultors i ramaders de Tordera (Girona), van emprendre la producció de llet condensada com a resposta als desafiaments de conservació de la llet fresca en el mercat, particularment a Barcelona. L'empresa va establir la seva base en Mollerusa (Lleida) en 1934, una ubicació estratègica a causa de la seva proximitat a zones de producció de llet i a les seves excel·lents vies de comunicació per carretera i ferrocarril. Durant aquesta etapa, els dos fills del Sr. Castelló van assumir la direcció de l'empresa.

## Expansió i consolidació (1940 - 1984)
Durant la dècada de 1940, Granja Castelló va experimentar un notable creixement, especialment en la producció de llet condensada sota la marca "El Castillo". La companyia va aconseguir una àmplia presència a escala nacional i va assolir una destacada posició en el mercat làctic, erigint-se com el segon competidor més important, només superat per Nestlé, amb una quota de mercat que va assolir el 35%.

### Consolidació (1969 - 1984)
L'any 1968, l'empresa va fer un pas important establint una nova societat anònima anomenada Lenosa, amb l'objectiu d'instal·lar una nova planta productora a Lleó. Aquesta decisió es va basar en l'abundància de llet a la regió i la seva proximitat a importants zones de consum. Inicialment, es van enfocar en la producció de llet condensada i posteriorment van ampliar la seva oferta amb llet líquida envasada.
L'any 1977, els fundadors de Granja Castelló van decidir retirar-se i van considerar que havia arribat el moment de nomenar un gerent, Pepe Serret, que va ocupar el càrrec de Director General de Granja Castelló fins a la seva adquisició per part de Nestlé.

## Canvi de propietat i associació amb Nestlé (1985 - 1999)
La dècada de 1980 va plantejar nous reptes per a Granja Castelló, ja que es va fer palesa la necessitat de reforçar l'empresa i millorar la seva gestió. En busca d'una associació que aportés experiència en gestió i visió de futur, l'empresa va contemplar Nestlé com a possible soci.

#### Distribució d'Accions
La distribució de les participacions de l'empresa després de la incorporació de Nestlé el 1985 es va establir de la següent manera:
|                               | Abans de Nestlé | Previ a la ampliacio | Nestlé com a soci |
| ----------------------------- | --------------- | -------------------- | ----------------- |
| D. Fernando Castelló Clemente | 50%             | 40%                  | 20%               |
| D. Joan Castelló Baille       | 16,66%          | 20%                  | 10%               |
| D. Rosendo Castelló Baille    | 16,66%          | 20%                  | 10%               |
| D. Jordi Castelló Busquets    | 16,66%          | 20%                  | 10%               |
| Nestlé España                 | -               | -                    | 50%               |

Aquest canvi en la propietat i l'associació amb Nestlé no va produir canvis traumàtics en la direcció existent de l'empresa. La incorporació d'un cap de màrqueting i un director financer procedents de Nestlé es va realitzar a petició dels antics socis. Tampoc va representar un augment substancial d'inversions, i es va destacar la posada en marxa d'una instal·lació de llet pasteuritzada.Fernando Castelló va romandre en la presidència, i Josep Serret, el director general, va mantenir el seu lloc.

## Nou canvi de propietat - Puleva (2000)
El 4 de novembre de 1999, el Grup Puleva va adquirir el 80% de la companyia catalana Granja Castelló, coneguda per la seva marca de llet "El Castillo." La transacció es va dur a terme mitjançant el pagament en accions de Puleva, amb els accionistes de Granja Castelló rebent 4.000 milions de pessetes. Aquest valor representava el 5% de la valoració total del grup lacti Puleva. Com a part d'aquesta adquisició, el president de Granja Castelló, Fernando Castelló, es va incorporar al consell de Puleva, convertint-se en un membre del grup d'accionistes gestors. A més, Granja Castelló exercia com la societat matriu d'un conjunt d'empreses que incloïa Lecherías del Noroeste, Tauste Ramadera i El Castillo, amb una plantilla d'unes 300 persones

## Puleva i Lactalis (2000 - actualitat)
L'any 2000 es va fusionar amb Azucarera Ebro Agrícolas, formant el grup Ebro Puleva. No obstant això, Puleva va continuar mantenint la seva identitat com una filial de la qual en el seu moment va constituir la principal empresa del sector alimentós espanyol. Al setembre de 2010 Ebro Foods va vendre Puleva al grup francès Lactalis, el més gran en el sector lacti a nivell mundial i amb presència en més de cent quaranta països. L'operació no va incloure la participació del 51% que Ebro Puleva té de la biotecnològica Puleva Biotech. En els anys posteriors Puleva Biotech va canviar la seva raó social a Biosearch.